# Fußball-Weltmeisterschaft der Frauen 2015/Norwegen
Dieser Artikel behandelt die norwegische Fußballnationalmannschaft der Frauen bei der Fußball-Weltmeisterschaft der Frauen 2015 in Kanada. Norwegen nahm zum siebten Mal an der WM-Endrunde teil, schied aber im erstmals ausgetragenen Achtelfinale aus. Die WM dient den europäischen Mannschaften zudem als Qualifikation für das Fußballturnier bei den Olympischen Spielen 2016. Da sich nur die drei besten europäischen Mannschaften bei der WM für Olympia qualifizieren, wurde die direkte Olympiaqualifikation verpasst. Sie müssen nun in Playoffspielen mit den ebenfalls im Achtelfinale ausgeschiedenen Mannschaften aus den Niederlanden, der Schweiz und Schweden den dritten europäischen Olympiateilnehmer ermitteln.

## Qualifikation
Der amtierende Vizeeuropameister traf in der Europa-Qualifikationsgruppe 5 auf Albanien, das erstmals an der Qualifikation teilnahm, Belgien, Griechenland, die Niederlande und Portugal. Dabei gewann die norwegische Elf neun von zehn Spielen und verlor nur das letzte Spiel gegen den direkten Konkurrenten Niederlande, als man bereits für die Weltmeisterschaft qualifiziert war. Mit dem 11:0 am 13. September 2014 in Albanien am vorletzten Spieltag gegen Albanien hatte sich die Mannschaft vorzeitig qualifiziert.
Beste Torschützinnen waren Caroline Graham Hansen (8 Tore), Isabell Herlovsen (6), Ada Hegerberg und Maren Mjelde (je 5). Trainer Even Pellerud, unter dem Norwegen 1995 zweiter Weltmeister wurde, setzte in der Qualifikation insgesamt 29 Spielerinnen ein. Von diesen kamen Ingvild Isaksen, Maren Mjelde und Nora Holstad Berge in allen zehn Spielen zum Einsatz.
| Pl. | Land         | Sp. | S | U | N | Tore    | Diff. | Punkte |
| --- | ------------ | --- | - | - | - | ------- | ----- | ------ |
| 1.  | Norwegen     | 10  | 9 | 0 | 1 | 041:500 | +36   | 27     |
| 2.  | Niederlande  | 10  | 8 | 1 | 1 | 043:600 | +37   | 25     |
| 3.  | Belgien      | 10  | 6 | 1 | 3 | 034:110 | +23   | 19     |
| 4.  | Portugal     | 10  | 4 | 0 | 6 | 019:210 | −2    | 12     |
| 5.  | Griechenland | 10  | 1 | 0 | 9 | 003:540 | −51   | 03     |
| 6.  | Albanien     | 10  | 1 | 0 | 9 | 006:490 | −43   | 03     |

| Norwegen – Belgien am 25. September 2013 in Oslo | 4:1 (2:0)  |
| 1:0 Caroline Graham Hansen (5.), 2:0, 3:0, 4:1 Kristine Minde (34., 53., 66.), 3:1 Cecile De Gernier (62.) |            |
| Norwegen – Albanien am 26. Oktober 2013 in Tønsberg | 7:0 (3:0)  |
| 1:0 Marit Helene Fiane Grødum (11.), 2:0 Elise Thorsnes (30.), 3:0 Maren Mjelde (45.), 4:0, 6:0, 7:0 Caroline Graham Hansen (51., 70. 73.), Solveig Gulbrandsen (62.)                                                          |            |
| Niederlande – Norwegen am 30. Oktober 2013 in Volendam | 1:2 (1:2)  |
| 0:1 Caroline Graham Hansen (17.), 1:1 Vivianne Miedema (23,), 1:2 Ingvild Stensland (36.) |            |
| Griechenland – Norwegen am 13. Februar 2014 in Komotini | 0:5 (0:1)  |
| 0:1 Kristine Minde (45.), 2:0, 4:0 Elise Thorsnes (60.,.75.), 3:0 Ada Hegerberg (65.), Melissa Bjånesøy (88.) |            |
| Belgien – Norwegen am 10. April 2014 in Löwen | 1:2 (0:1)  |
| 0:1 Ingvild Stensland (45.), 0:2 Ada Hegerberg (51.), 1:2 Aline Zeler (85.) |            |
| Norwegen – Portugal am 7. Mai 2014 in Tønsberg | 2:0 (0:0)  |
| 1:0 Elise Thorsnes (47.), 2:0 Isabell Herlovsen (89.) |            |
| Norwegen – Griechenland am 14. Juni 2014 in Bergen | 6:0 (5:0)  |
| 1:0 Ada Hegerberg (3.), 2:0 Caroline Graham Hansen (25.), 3:0 Maren Mjelde (27.), 4:0 Nora Holstad Berge (32.), 5:0 Isabell Herlovsen (43.), 6:0 Emilie Bosshard Haavi (56.)                                                   |            |
| Portugal – Norwegen am 18. Juni 2014 in Santa Maria da Feira | 0:2 (0:2)  |
| 0:1 Isabell Herlovsen (25.), 0:2 Maren Mjelde (33.) |            |
| Albanien – Norwegen am 13. September 2014 in Durrës | 0:11 (0:4) |
| 0:1, 0:4, 0:8 Isabell Herlovsen (18., 45., 82.), 0:2, 0:7 Maren Mjelde (34., 66.), 0:3, 0:10 Caroline Graham Hansen (40., 89.), 0:5, 0:6 Ada Hegerberg (60., 63.), 0:9 Emilie Bosshard Haavi (85.), 0:11 Ida Elise Enget (90.) |            |
| Norwegen – Niederlande am 17. September 2014 in Nadderud | 0:2 (0:0)  |
| 0:1 Anouk Dekker (68.), 0:2 Daniëlle van de Donk (76.) |            |

## Die Mannschaft

### Aufgebot
Der Kader von 23 Spielerinnen (davon drei Torhüterinnen) muss dem FIFA-Generalsekretariat spätestens zehn Werktage vor dem Eröffnungsspiel mitgeteilt werden.
Am 23. April 2015 wurde ein vorläufiger Kader von 35 Spielerinnen benannt. Der für die WM vorgesehene Kader wurde am 14. Mai benannt. Am 19. Mai musste Caroline Graham Hansen absagen, sie wurde durch Anja Sønstevold ersetzt.
| Nr.              | Spielerin               | Geburts- datum | Verein                | Länder- spiele | Länder- spieltore | WM-Spiele                | Letzter Einsatz | WM 2015 | WM 2015 | WM 2015      | WM 2015          | WM 2015     | WM 2015 |
| Nr.              | Spielerin               | Geburts- datum | Verein                | Länder- spiele | Länder- spieltore | WM-Spiele                | Letzter Einsatz | Sp.     | Tore    | Gelbe Karten | Gelb-Rote Karten | Rote Karten |         |
| Tor              | Tor                     | Tor            | Tor                   | Tor            | Tor               | Tor                      | Tor             | Tor     | Tor     | Tor          | Tor              | Tor         |         |
| ---------------- | ----------------------- | -------------- | --------------------- | -------------- | ----------------- | ------------------------ | --------------- | ------- | ------- | ------------ | ---------------- | ----------- | ------- |
| 23               | Cecilie Fiskerstrand    | 20.03.1996     | Stabæk FK             | 003            | 0                 |                          | 06.03.2015      | 0       | 0       | 0            | 0                | 0           |         |
| 1                | Ingrid Hjelmseth        | 10.04.1980     | Stabæk FK             | 097            | 0                 | 03 (2011)                | 22.06.2015      | 4       | 0       | 0            | 0                | 0           |         |
| 12               | Silje Vesterbekkmo      | 22.06.1983     | Røa IL                | 009            | 0                 |                          | 15.06.2015      | 1       | 0       | 0            | 0                | 0           |         |
| Abwehr           |                         |                |                       |                |                   |                          |                 |         |         |              |                  |             |         |
| 11               | Nora Holstad Berge      | 26.03.1987     | FC Bayern MünchenM    | 048            | 01                | 02 (2011)                | 07.06.2015      | 1       | 0       | 0            | 0                | 0           |         |
| 6                | Maren Mjelde            | 06.11.1989     | Avaldsnes IL          | 092            | 11                | 03 (2011)                | 22.06.2015      | 4       | 1       | 0            | 0                | 0           |         |
| 7                | Trine Rønning           | 14.06.1982     | Stabæk FK             | 155            | 22                | 11 (2003, 2007 und 2011) | 22.06.2015      | 2       | 1       | 0            | 0                | 0           |         |
| 15               | Marit Sandvei           | 21.05.1987     | Lillestrøm SK Kvinner | 008            | 0                 |                          | 29.05.2015      | 0       | 0       | 0            | 0                | 0           |         |
| 3                | Marita Skammelsrud Lund | 29.01.1989     | Lillestrøm SK Kvinner | 067            | 02                | 02 (2011)                | 22.06.2015      | 4       | 0       | 0            | 0                | 0           |         |
| 2                | Maria Thorisdottir      | 05.06.1993     | Klepp IL              | 008            | 0                 |                          | 22.06.2015      | 3       | 0       | 0            | 0                | 0           |         |
| 13               | Ingrid Moe Wold         | 29.01.1990     | Lillestrøm SK Kvinner | 015            | 01                |                          | 22.06.2015      | 4       | 0       | 0            | 0                | 0           |         |
| Mittelfeld       |                         |                |                       |                |                   |                          |                 |         |         |              |                  |             |         |
| 8                | Solveig Gulbrandsen     | 12.01.1981     | Kolbotn IL            | 184            | 55                | 15 (1999, 2003 und 2007) | 22.06.2015      | 4       | 2       | 0            | 0                | 0           |         |
| 4                | Gry Tofte Ims           | 02.03.1986     | Klepp IL              | 046            | 04                | 02 (2011)                | 22.06.2015      | 3       | 0       | 0            | 0                | 0           |         |
| 17               | Lene Mykjåland          | 20.02.1987     | Lillestrøm SK Kvinner | 083            | 13                | 05 (2007 und 2011)       | 22.06.2015      | 4       | 0       | 0            | 0                | 0           |         |
| 14               | Ingrid Schjelderup      | 21.12.1987     | Stabæk FK             | 012            | 0                 |                          | 15.06.2015      | 2       | 0       | 0            | 0                | 0           |         |
| 10               | Anja Sønstevold         | 21.06.1992     | Lillestrøm SK Kvinner | 03             | 0                 |                          | 06.03.2015      | 0       | 0       | 0            | 0                | 0           |         |
| Angriff          |                         |                |                       |                |                   |                          |                 |         |         |              |                  |             |         |
| 18               | Melissa Bjånesøy        | 18.04.1992     | Stabæk FK             | 021            | 04                |                          | 29.05.2015      | 0       | 0       | 0            | 0                | 0           |         |
| 20               | Emilie Haavi            | 16.06.1992     | Lillestrøm SK Kvinner | 044            | 11                | 03 (2011)                | 15.06.2015      | 3       | 0       | 1            | 0                | 0           |         |
| 22               | Hege Hansen             | 24.10.1990     | Klepp IL              | 010            | 04                |                          | 27.11.2014      | 0       | 0       | 0            | 0                | 0           |         |
| 21               | Ada Hegerberg           | 10.07.1995     | Olympique LyonM       | 039            | 19                |                          | 22.06.2015      | 4       | 3       | 0            | 0                | 0           |         |
| 9                | Isabell Herlovsen       | 23.06.1988     | Lillestrøm SK Kvinner | 104            | 43                | 07 (2007 und 2011)       | 22.06.2015      | 3       | 2       | 0            | 0                | 0           |         |
| 19               | Kristine Minde          | 08.08.1992     | Linköpings FC         | 053            | 06                | 01 (2011)                | 22.06.2015      | 4       | 0       | 0            | 0                | 0           |         |
| 16               | Elise Thorsnes          | 14.08.1988     | Avaldsnes IL          | 085            | 16                | 03 (2011)                | 08.06.2015      | 4       | 0       | 0            | 0                | 0           |         |
| 5                | Lisa-Marie Utland       | 19.09.1992     | Trondheims-Ørn SK     | 003            | 0                 |                          | 15.06.2015      | 2       | 0       | 0            | 0                | 0           |         |
| Trainerstab      |                         |                |                       |                |                   |                          |                 |         |         |              |                  |             |         |
| Landslagstrenere | Even Pellerud           | 15.07.1953     | Norges Fotballforbund |                |                   | 21                       |                 | 4       |         | 0            | 0                | 0           |         |

1. ↑  Nummern laut Kaderliste der FIFA
2. ↑  Stand: 23. April 2015 (M = Meister, P = Pokalsieger der Saison 2014/15. In den skandinavischen Ligen läuft die Saison von Frühjahr bis Herbst und wird für die WM unterbrochen.)
3. 1 2  Stand: 22. Juni 2015 nach dem Achtelfinale bei der WM
4. ↑  Stand vor der WM
5. ↑  als Kristine Wigdahl Hegland
6. ↑  12 mit Norwegen und 9 mit Kanada (1991, 1995, 2003, 2007)

### Spielerinnen, die nur im vorläufigen Kader standen
| Spielerin                | Geburts- datum | Verein                  | Länder- spiele | Länder- spieltore | WM-Spiele          | Letzter Einsatz |     |     |     |     |     |     |
| Tor                      | Tor            | Tor                     | Tor            | Tor               | Tor                | Tor             | Tor | Tor | Tor | Tor | Tor | Tor |
| ------------------------ | -------------- | ----------------------- | -------------- | ----------------- | ------------------ | --------------- | --- | --- | --- | --- | --- | --- |
| Nora Neset Gjøen         | 20.02.1992     | Lillestrøm SK Kvinner   | 003            | 0                 |                    | 14.01.2014      |     |     |     |     |     |     |
| Guro Petersen            | 22.08.1991     | Vålerenga Oslo          | 000            | 0                 |                    | -               |     |     |     |     |     |     |
| Abwehr                   |                |                         |                |                   |                    |                 |     |     |     |     |     |     |
| Inger Ane Hole           | 06.02.1987     | Trondheims-Ørn SK       | 007            | 0                 |                    | 08.04.2015      |     |     |     |     |     |     |
| Hedda Strand Gardsjord   | 28.06.1982     | Røa IL                  | 033            | 0                 | 02 (2011)          | 11.03.2015      |     |     |     |     |     |     |
| Mittelfeld               |                |                         |                |                   |                    |                 |     |     |     |     |     |     |
| Cathrine Høegh Dekkerhus | 17.09.1992     | Stabæk FK               | 023            | 0                 |                    | 11.03.2015      |     |     |     |     |     |     |
| Andrine Hegerberg        | 06.06.1993     | Kopparbergs/Göteborg FC | 008            | 0                 |                    | 11.03.2015      |     |     |     |     |     |     |
| Guro Reiten              | 26.07.1994     | Trondheims-Ørn SK       | 009            | 0                 |                    | 25.11.2014      |     |     |     |     |     |     |
| Ingvild Stensland        | 03.08.1981     | Stabæk FK               | 137            | 10                | 09 (2007 und 2011) | 18.06.2014      |     |     |     |     |     |     |
| Maria Brochmann          | 25.03.1993     | Arna-Bjørnar            | 000            | 0                 |                    | -               |     |     |     |     |     |     |
| Angriff                  |                |                         |                |                   |                    |                 |     |     |     |     |     |     |
| Ida Elise Enget          | 14.06.1989     | Stabæk FK               | 012            | 01                |                    | 11.03.2015      |     |     |     |     |     |     |
| Camilla Christensen      | 20.05.1991     | Vålerenga Oslo          | 000            | 0                 |                    | -               |     |     |     |     |     |     |
| Caroline Graham Hansen   | 18.02.1995     | VfL WolfsburgP          | 033            | 12                |                    | 25.11.2014      |     |     |     |     |     |     |

1. ↑  Stand: 23. April 2015 (M = Meister, P = Pokalsieger der Saison 2014/15. In den skandinavischen Ligen läuft die Saison von Frühjahr bis Herbst und wird für die WM unterbrochen.)
2. 1 2  Stand: 8. April 2015
3. ↑  Stand vor der WM

## Vorbereitung
Norwegen begann die Vorbereitung auf die WM unmittelbar nach der erfolgreichen Qualifikation mit zwei Spielen gegen die ebenfalls qualifizierten Neuseeländerinnen. Beide Spiele wurden in der Randaberg Arena auf Kunstrasen gespielt, da auch bei der WM auf Kunstrasen gespielt werden soll. Am 25. November 2014 reichte es nur zu einem 1:1, zwei Tage später wurde mit 2:0 gewonnen. Am 13. Januar 2015 wurde ein Spiel in La Manga gegen den Nachbarn Schweden nach 2:0-Halbzeitführung mit 2:3 verloren. Am 15. Januar ist ein Spiel gegen Irland angesetzt. Im Frühjahr wird die Mannschaft zudem am traditionellen Algarve-Cup in Portugal teilnehmen und trifft dabei in der Gruppenphase auf Island (1:0 am 6. März), die Schweiz (2:2 am 9. März), die erstmals teilnimmt, und Rekordsieger USA (1:2 am 4. März). Als zweitbester Gruppenzweiter trafen die Norwegerinnen im Spiel um Platz 5 am 11. März auf den drittbesten Gruppenzweiten Dänemark und gewannen mit 5:2, wobei Solveig Gulbrandsen in der ersten Halbzeit ein „lupenreiner“ Hattrick gelang. Am 8. April verloren sie gegen die Niederlande in Strømmen mit 2:3. Am 23. Mai verloren die Norwegerinnen in Heverlee erstmals gegen Belgien (2:3). Im letzten Testspiel am 29. Mai wurde mit 2:0 gegen Finnland gewonnen. Zudem wurden drei Spielerinnen (Torhüterin Cecilie Hauståker Fiskerstrand, Maria Thorisdottir und Lisa-Marie Karlseng Utland) zusammen mit einigen für die WM nicht berücksichtigten Spielerinnen noch beim 3:0-Sieg der U-23-Mannschaft gegen England am 27. Mai eingesetzt.

## Spiele bei der Weltmeisterschaft
Bei der Auslosung der Gruppen war Norwegen nicht gesetzt und wurde der Gruppe B mit Europameister Deutschland zugelost.
Zudem traf die Mannschaft auf die WM-Neulinge Elfenbeinküste und Thailand. Deutschland ist nach Schweden und den USA (beide 48 Spiele) dritthäufigster Gegner der norwegischen Mannschaft. Zuvor gab es 38 Spiele zwischen beiden, davon wurden 14 gewonnen, fünf endeten unentschieden und 19 wurden verloren. Auch die Tordifferenz war mit 48:66 negativ. Bei Weltmeisterschaften trafen beide zuvor zweimal aufeinander: 1995 im Finale, das die Norwegerinnen mit 2:0 gewannen und damit ihren bisher einzigen WM-Titel gewannen, sowie 2007 im Halbfinale, das Deutschland auf dem Weg zum zweiten WM-Titel mit 3:0 gewann. Der letzte Sieg gegen Deutschland gelang am 17. Juli 2013 im EM-Gruppenspiel. Danach wurde aber das EM-Finale sowie ein Gruppenspiel beim Algarve-Cup 2014 gegen die deutsche Mannschaft verloren. Gegen Thailand gab es vor der WM erst ein Spiel, das 1988 beim Women's FIFA Invitational Tournament 1988 mit 4:0 gewonnen wurde. Gegen die Elfenbeinküste hatte Norwegen zuvor noch nie gespielt.
Ex-Weltmeister Norwegen (Platz 11 in der FIFA-Weltrangliste) traf in dieser Gruppe, in der erstmals bei einer WM der Frauen zwei Ex-Weltmeister bereits in der Gruppenphase aufeinandertreffen, einerseits auf den Weltranglistenersten Deutschland und andererseits auf den in der FIFA-Weltrangliste vor der WM am schlechtesten platzierten WM-Teilnehmer Elfenbeinküste (Platz 67). Der dritte Gruppengegner Thailand lag auf Platz 29. Der Gruppenschnitt lag bei 27, womit dies die zweitschwächste und unausgeglichenste Gruppe war.
Norwegen begann gegen die körperlich unterlegenen Thailänderinnen mit einem 4:0-Sieg, wurde dann im zweiten Spiel in der ersten Halbzeit von Europameister Deutschland dominiert. Bereits in der sechsten Minute gerieten die Norwegerinnen in Rückstand und hatten Glück, dass es nach 45 Minuten nur 0:1 stand. Zur zweiten Halbzeit wechselte Trainer Even Pellerud die älteste Spielerin Solveig Gulbrandsen ein und Norwegen spielte fortan aggressiver. Mach einer Stunde Spielzeit erhielt Norwegen kurz vor der deutschen Strafraumgrenze einen direkten Freistoß den Maren Mjelde mit einem Kunstschuss in den Winkel für den Ausgleich nutzte. Das Tor wurde anschließend für die Wahl zum schönsten Turniertor nominiert. Danach neutralisierten sich beide Mannschaften weitgehend, denn die deutsche Mannschaft konnte auch nicht mehr an die Leistungen der ersten Halbzeit anknüpfen und so trennten sich beide mit einem für beide letztlich zufriedenstellenden 1:1. Im letzten Gruppenspiel gegen die bereits chancenlose Elfenbeinküste brachte Ada Hegerberg die Skandinavierinnen früh in Führung und erhöhte diese in der zweiten Halbzeit auf 2:0. Gulbrandsen erhöhte dann mit ihrem 54. Länderspieltor noch auf 3:0, ehe den Ivorerinnen der Ehrentreffer durch einen Distanzschuss von Ange N’Guessan, der kleinsten Spielerin der WM gelang.
Norwegen wurde aufgrund der weniger geschossenen Tore Gruppenzweiter und traf im Achtelfinale am 22. Juni 2015 in Ottawa auf England, den Zweiten der Gruppe F. Gegen England gab es zuvor in 16 Spielen 11 Siege, zwei remis und drei Niederlagen. Allerdings gab es die drei Niederlagen sowie ein Remis in den letzten vier Spielen. Seit 2002 konnte Norwegen kein Spiel mehr gegen England gewinnen und konnte diese Serie auch in Kanada nicht stoppen. Obwohl sie zunächst das Spiel dominierten und mit 1:0 in Führung gingen, wofür wieder einmal die älteste Spielerin im Kader sorgte. Aber England konnte kurz darauf ausgleichen und das Spiel drehen. Das Spiel hatte auch insofern noch eine besondere Bedeutung für die Norwegerinnen, als durch die Niederlage die direkte Qualifikation für die Olympischen Spiele 2016 verpasst wurde. Da aber auch drei andere europäische Mannschaften im Achtelfinale ausschieden und nur zwei bei den Olympischen Spielen startberechtigte europäische Mannschaften das Viertelfinale erreichten, haben sie noch die Chance, in Playoffspielen mit den ebenfalls im Achtelfinale ausgeschiedenen Mannschaften aus den Niederlanden, der Schweiz und Schweden das dritte europäische Olympiaticket zu bekommen. In die Olympiaqualifikation gehen sie aber ohne Even Pellerud, der im August von seinem Amt als Nationaltrainer zurücktrat.

### Gruppenspiele
| Pl. | Land           | Sp. | S | U | N | Tore    | Diff. | Punkte |
| --- | -------------- | --- | - | - | - | ------- | ----- | ------ |
| 1.  | Deutschland    | 3   | 2 | 1 | 0 | 015:100 | +14   | 07     |
| 2.  | Norwegen       | 3   | 2 | 1 | 0 | 008:200 | +6    | 07     |
| 3.  | Thailand       | 3   | 1 | 0 | 2 | 003:100 | −7    | 03     |
| 4.  | Elfenbeinküste | 3   | 0 | 0 | 3 | 003:160 | −13   | 0      |

| So., 7. Juni 2015, in Ottawa   |   |          |           |
| Norwegen                       | – | Thailand | 4:0 (3:0) |
| Do., 11. Juni 2015, in Ottawa  |   |          |           |
| Deutschland                    | – | Norwegen | 1:1 (1:0) |
| Mo., 15. Juni 2015, in Moncton |   |          |           |
| Elfenbeinküste                 | – | Norwegen | 1:3 (0:1) |

### K.-o.-Runde
| Achtelfinale, Mo., 22. Juni 2015, in Ottawa |   |         |           |
| Norwegen                                    | – | England | 1:2 (0:0) |

## Auszeichnungen
Ada Hegerberg wurde für den Preis als beste junge Spielerin nominiert.